# Малые Долины
Малые Долины (укр. Малі Долини) — село в Рава-Русской городской общине Львовского района Львовской области Украины.
Население по переписи 2001 года составляло 50 человек. Занимает площадь 4,1 км². Почтовый индекс — 80320. Телефонный код — 3252.